# 区间套

一串區間套中的4個成員之示例

在數學中，一串區間套是實數中的一串區間In（n=1, 2, 3, ...），使得對於每個n都有In + 1 是In的子集，有時我們要求它是真子集。換而言之，在這串區間中，區間從左邊逐漸往右收縮，而在右邊逐漸往左收縮。
關於區間套的主要問題在於探討所有區間In的交集（記作J）的性狀。
事實上，當In都是開集時，J有可能為空集。例如開區間套(0, 2−n)的交集就是空集：任何一個正數x都在n充分大之後大於2−n，故而x不在J中。
但對於閉集而言，情況有所不同。事實上，我們有閉區間套定理，這一定理刻劃了實數的完備性。定理聲稱對於任一的有界閉區間套In（例如In = [an, bn]並滿足an ≤ bn），它們的交集In非空，且為閉區間{\displaystyle [\lim _{n\to \infty }a_{n},\lim _{n\to \infty }b_{n}]}；特別地，假若{\displaystyle \lim _{n\rightarrow \infty }a_{n}-b_{n}=0}，則它們的交集J為一個包含且僅包含{\displaystyle \lim _{n\rightarrow \infty }a_{n}}的單點集。